# ND Stevenson
Nate Diana Stevenson (31 de dezembro de 1991) é um cartunista norte-americano. Ele é conhecido pela webcomic de fantasia Nimona e pela série de quadrinhos Lumberjanes, e ganhou um Eisner Award por ambas. Também é criador do reboot da série de animação She-Ra.

## Vida pessoal
Desde 20179, Stevenson é casado com a cartunista Molly Ostertag. Nate se identifica como pessoa não binária trans masculina.

### HarperCollins
- Nimona (2015) (webcomic)

### BOOM! Studios
- "The Sweater Bandit" (em Adventure Time with Fiona & Cake #1, Janeiro de 2013, coletada em Volume 1: Mathemagical Edition, trade paperback, 160 páginas, 2013)
- "Desert Treasure" (em Adventure Time 2013 Summer Special, Julho de 2013)
- Lumberjanes #1–17 (Abril de 2014–Agosto de 2015)
  - Volume 1: Beware the Kitten Holly (coleta #1–4, com Grace Ellis and Brooke Allen, TPB, 128 páginas, 2015)
  - Volume 2: Friendship to the Max (coleta #5–8, com Grace Ellis and Brooke Allen, TPB, 112 páginas, 2015)
  - Volume 3: A Terrible Plan (coleta #9–12, com Shannon Watters e Carolyn Nowak, TPB, 112 páginas, 2016)
- Sleepy Hollow 4 #1–4 (série limitada, Novembro de 2014–Janeiro de 2015)
  - Sleepy Hollow: Volume 1 (TPB, 112 páginas, 2015) coleta:
    - "Movie Night" (em #1, 2014)
    - "At the Fair" (em #2, 4, 2014)
    - "Shopping" (em #3, 2015)

### Marvel Comics
- Fugitivos vol. 4 #1–4 (série limitada, Agosto–Novembro de 2015)
  - Battleworld (trade paperback, 120 páginas, 2015) coleta:
    - "Doomed Youth" (com Sanford Greene, em #1–4, 2015)
- "Thor" (com Marguerite Sauvage, em Thor Annual #1, Abril de 2015, coletada no Volume 2: Who Holds the Hammer?, 136 páginas, 2015)

## Prêmios e nomeações
| Ano  | Organização                                           | Título do prêmio, Categoria                                                          | Trabalho    | Resultado                                                     | Refs   |
| ---- | ----------------------------------------------------- | ------------------------------------------------------------------------------------ | ----------- | ------------------------------------------------------------- | ------ |
| 2012 | Center for Cartoon Studies / Slate                    | Cartoonist Studio Prize, Melhor Web Comic do Ano                                     | Nimona      | Venceu                                                        | [ 6 ]  |
| 2015 | Science Fiction and Fantasy Writers of America (SFWA) | Nebula Award, Andre Norton Award de Ficção Científica e Fantasia para Jovens Adultos | Nimona      | Indicado                                                      | [ 7 ]  |
| 2015 | San Diego Comic-Con                                   | Eisner Award, Melhor Série Nova                                                      | Lumberjanes | Venceu (com Shannon Waters, Grace Ellis e Brooke A. Allen)    | [ 8 ]  |
| 2015 | San Diego Comic-Con                                   | Eisner Award, Melhor Publicação para Adolescentes                                    | Lumberjanes | Venceu (com Shannon Waters, Grace Ellis, and Brooke A. Allen) | [ 8 ]  |
| 2015 | San Diego Comic-Con                                   | Eisner Award, Melhor Webcomic/Digital                                                | Nimona      | Indicado                                                      | [ 9 ]  |
| 2015 | National Book Foundation                              | National Book Award, Literatura dos Jovens                                           | Nimona      | Finalista                                                     | [ 10 ] |
| 2016 | Harvey Awards Executive Committee                     | Harvey Award, Melhor Publicação Gráfica Original para Jovens Leitores                | Lumberjanes | Venceu (com Shannon Waters e Grace Ellis)                     | [ 11 ] |
| 2016 | Gay & Lesbian Alliance Against Defamation (GLAAD)     | GLAAD Media Award, Outstanding Historia em Quadrinhos                                | Lumberjanes | Venceu (com Shannon Waters e Kat Leyh)                        | [ 12 ] |
| 2016 | San Diego Comic-Con                                   | Eisner Award, Melhor Álbum Gráfico: Reimpressão                                      | Nimona      | Venceu                                                        | [ 13 ] |